# Cosmos (film, 2015)
Pour les articles homonymes, voir Cosmos.
Pour plus de détails, voir Fiche technique et Distribution.
Cosmos est un film français réalisé par Andrzej Żuławski, sorti en 2015. 
Il s'agit de l'adaptation du roman éponyme de Witold Gombrowicz, publié en 1964.
Le film est en compétition au Festival international du film de Locarno 2015 où il remporte le prix de la meilleure réalisation.

## Synopsis
Witold et Fuchs, à la recherche d'une chambre à louer, se retrouvent dans une famille excentrique qui les accueille comme des proches, mais sous le vernis poli des apparences, rien ne semble normal. Si Fuchs est un bon vivant sans complications, Witold lui, est un être étrange, noyé dans son imaginaire et vivant une passion sourde et folle pour Lena.

## Fiche technique
- Titre français : Cosmos
- Réalisation : Andrzej Żuławski
- Scénario : Andrzej Żuławski d'après le livre de Witold Gombrowicz
- Production : Paulo Branco
- Musique : Andrzej Korzyński (en)
- Pays d'origine :  France
- Genre : Drame
- Durée : 103 minutes
- Dates de sortie : 
  - Suisse : 8 août 2015 (Festival international du film de Locarno)
  - Portugal : 19 novembre 2015
  - France : 9 décembre 2015

## Distribution
- Sabine Azéma : Madame Woytis
- Jean-François Balmer : Léon
- Johan Libéreau : Fuchs
- Jonathan Genet : Witold
- Victória Guerra : Lena
- Andy Gillet : Lucien
- Clémentine Pons : Catherette

## Distinctions
- 2015 : Léopard de la meilleure réalisation pour Andrzej Żuławski au Festival international du film de Locarno.